# Blackwater (Kerry)
Blackwater (irl. An Dóinn) – rzeka w południowo-zachodniej Irlandii w hrabstwie Kerry na terenie Ring of Kerry.
Blackwater wypływa strumieniami z kilku szczytów Beann (Binn Bhán, Binn Dubh, Binn Dhearg) położonych w najwyższym łańcuchu górskim Irlandii Macgillycuddy’s Reeks w hrabstwie Kerry. Rzeka płynie w kierunku południowym, w połowie biegu skręcając na wschód, by po ok. 2 km ponownie skręcić na południe w kierunku Oceanu Atlantyckiego, do którego wpływa w okolicy Lackeen.
W ramach europejskiego programu ochrony przyrody Natura 2000 utworzono na terenie dorzecza Blackwater specjalną strefę Blackwater River (Kerry) SAC 002173, której celem jest ochrona występującej tam fauny i flory, m.in. rzadkiego gatunku ślimaka Kerry Slug (Geomalacus maculosus).
W rzece występują m.in. pstrąg i łosoś, i jest ona miejscem wędkowania.